# Fritz Reitz
Georg Friedrich (Fritz) Reitz (Albrechts bij Suhl, 18 januari 1858 – Burgdorf, 12 maart 1946) was een Duits-Zwitsers componist en dirigent. Zijn zoon Fritz Otto Reitz was een bekende cellist en muziekpedagoog.

## Levensloop
Reitz kreeg in zijn jonge jaren muzieklessen in de zogenoemde Stadtpfeiferei, een soort muziekschool, te Sonnenberg. In 1875 werd hij lid van het Militaire muziekkorps van het 2e Grenadier regiment te Dresden. Vervolgens vertrok hij naar Burgdorf in Zwitserland en werd aldaar Stadtmusikdirektor. In deze functie bleef hij tot 1933 toen hij met pensioen ging.

## Composities

### Werken voor harmonieorkest
- Achtung, steht!, Marsch
- Defiliermarsch der III. Division
- Triumphzug